# (33541) 1999 JF6
1999 جاي أف 6 (ويعرف أيضًا باسم (33541) 1999 جاي أف 6 وفق تسمية الكوكب الصغير) (بالإنجليزية: 1999 JF6)‏ هو كويكب ضمن حزام الكويكبات؛ وترتيبه 33541 من حيث الاكتشاف.
اكتُشف هذا الجُرم الفلكي بواسطة تاكيشي أوراتا ‏ في 11 مايو 1999.

## وصلات خارجية
- (33541) 1999 JF6 في قاعدة بيانات مختبر الدفع النفاث لأجرام النظام الشمسي الصغيرة

- الاكتشاف · مخطط المدار ·  العناصر المدارية · المعلمات المادية

- (33541) 1999 JF6 على موقع ويكي سكاي: DSS2, SDSS, GALEX, IRAS, Hydrogen α, X-Ray, Astrophoto, Sky Map, Articles and images